# Jimmy James (acteur)
Pour les articles homonymes, voir Jimmy James.
 (juillet 2024).
Jimmy James (né le 20 mai 1892 à Stockton-on-Tees et décédé le 4 août 1965 à Blackpool) est un acteur britannique.